# Anders Magnus Andersson i Boda
Anders Magnus Andersson (i riksdagen kallad Andersson i Boda), född 11 april 1807 i Horns socken, död 4 mars 1885 i Odensvi socken, var en svensk riksdagsman i bondeståndet.
Andersson företrädde Tjusts härad av Kalmar län vid riksdagen 1856–1858. Han var suppleant i allmänna besvärs- och ekonomiutskottet, i statsutskottet och i opinionsnämnden. Andersson var även statsrevisorssuppleant och ledamot i förstärkta bevillningsutskottet.
Anders Magnus Andersson var son till riksdagsmannen Anders Andersson i Fågelsrum